# Grantilla quadriradiata
Grantilla quadriradiata är en svampdjursart som beskrevs av R.W. Harold Row 1909. Grantilla quadriradiata ingår i släktet Grantilla och familjen Heteropiidae.
Artens utbredningsområde är havet utanför Sudan. Inga underarter finns listade i Catalogue of Life.